# Euryproctus trochantellator
Euryproctus trochantellator là một loài tò vò trong họ Ichneumonidae.